# 닉 로빈슨
닉 로빈슨(Nick Robinson, 1995년 3월 22일 ~ )은 미국의 배우이다. 2019년 《러브, 사이먼》(2018)으로 새틀라이트상 코미디·뮤지컬 영화 부문 남우주연상 후보에 올랐다.

## 출연 작품

### 영화
- 킹 오브 썸머 (2013)
- 쥬라기 월드 (2015)
- 찰리 되기 (2015)
- 제5침공 (2016)
- 콩: 스컬 아일랜드 (2017)
- 에브리씽, 에브리씽 (2017)
- 러브, 사이먼 (2018)
- 네이티브 선 (2019)
- 나는 5년 전 죽은 남자의 아이를 임신했다 (2019, Strange but True)
- 섀도우 클라우드 (2020) - 스튜 베클 역
- 실크 로드 (2021) - 로스 얼브릭트 역
- 댐즐 (2024)

### 텔레비전
- 멜리사 앤 조이 (2010-15)
- 보드워크 엠파이어 (2012)
- 러브, 빅터 (2020-21)
- 조용한 희망 (2021)

### 공연
- 앵무새 죽이기 (2007)
- 크리스마스 캐럴 (2007-08)
- Mame (2008)
- 천 명의 어릿광대 (2010)
- 사랑을 주세요 (2010, Lost in Yonkers)
- 앵무새 죽이기 (2019)